# Сосновское (Сосновский район)
Сосно́вское — рабочий посёлок (посёлок городского типа) в Нижегородской области России. 
Административный центр Сосновского района, в составе которого представляет собой административно-территориальное образование (рабочий посёлок) и одноимённое муниципальное образование рабочий посёлок Сосновское со статусом городского поселения как единственный его населённый пункт.

## География
Расположен в 22 км к югу от железнодорожной станции Металлист (город Павлово) и в 98 км к юго-западу от Нижнего Новогорода.

## История
Основан в XVI веке. Статус посёлка городского типа с 1938 года.

## Население
| 1959  | 1970  | 1979  | 1989  | 2002  | 2008  | 2009  | 2010  |
| ----- | ----- | ----- | ----- | ----- | ----- | ----- | ----- |
| 6188  | ↗8191 | ↗8770 | ↗9187 | ↗9207 | ↘8615 | ↘8510 | ↗8746 |
| 2011  | 2012  | 2013  | 2014  | 2015  | 2016  | 2017  | 2018  |
| ↘8718 | ↘8588 | ↘8407 | ↘8364 | ↘8350 | ↘8290 | ↘8247 | ↘8207 |
| 2019  | 2020  | 2021  |       |       |       |       |       |
| ↘8194 | →8194 | ↗8456 |       |       |       |       |       |

## Экономика
Заводы: 
- ООО "АТС Технологии" (обособленное подразделение) осуществляет изготовление и ремонт деталей авиационной техники, наземного оборудования для обслуживания воздушных судов, пассажиров, аэропорта, а также оказывает услуги по механической обработке.
- ОАО «Сосновскагропромтехника» (производство автомобильных деталей из резины, пластмасс и цветных металлов)[20].

## Спасская церковь
В посёлке расположена церковь в честь Нерукотворного Образа Спасителя. При церкви действует воскресная школа.